# Girolamo da Santacroce
(Dal Testamento di Lorenzo Lotto, 1531)
Girolamo da Santacroce, o Gerolamo Galizzi (Santa Croce, 1490 circa – Venezia, 9 luglio 1556), è stato un pittore italiano del XVI secolo di scuola veneta.

## Biografia
L'artista era nato nella frazione Santa Croce di San Pellegrino Terme, della famiglia dei Santacroce. Non si conoscono i suoi anni giovanili, ma lo si ritrova a lavorare a Venezia presso la bottega dei Bellini diventando il pupillo di Gentile Bellini, venendo citato nel testamento della sua seconda moglie Maria Trecisan lavorando anche nella bottega del fratello Giovanni. Venne citato nel testamento di Lorenzo come affidatario dei suoi strumenti di lavoro, per sé e per i suoi figli ancora in tenera età, ma che probabilmente erano già attivi nella sua bottega. Operò, con stile rinascimentale, principalmente sul territorio veneziano; nonostante ciò oggi i suoi dipinti su tela si possono apprezzare in tutto il mondo. Ha operato anche in Dalmazia: una pala d'altare si trova presso la parrocchiale di Ognissanti di Blatta (Croazia), sull'isola di Curzola. Sicuramente con la famiglia risiedette sempre nella città lagunare dove risulta essere nato il figlio Francesco.
Il figlio Francesco (1516-1584) collaborò nella bottega di famiglia proseguendo l'attività artista anche dopo la morte del padre, e il figlio di questi, Pietro Paolo, continuò la professione di famiglia ma con scarsi risultati.

## Opere
Due suoi dipinti sono conservati alla National Gallery a Londra, mentre una sua Annunciazione risalente agli anni intorno al 1540 arricchisce la collezione del Minneapolis Institute of Arts. Altre sue opere si possono ammirare al Rijksmuseum , mentre una Madonna col Bambino in gloria con san Marco e sant'Antonio è conservata presso i Musei Civici di Pavia e diversi altri prestigiosi musei espongono suoi quadri. Tra le opere a Lucera in cattedrale una Madonna della Seggiola con la Vergine tra san Nicola e San Giovanni firmata e datata 1555 e i dipinti presenti nella chiesa di San Martino a Venezia raffiguranti la Resurrezione di Cristo del 1549, e l'Ultima cena.
Nella chiesa di Santa Maria Maggiore di Lanciano (dal 2019 nel Museo diocesano), è conservato un trittico firmato con  “Madonna col Bambino” e i “santi Agostino e san Nicola di Bari”.

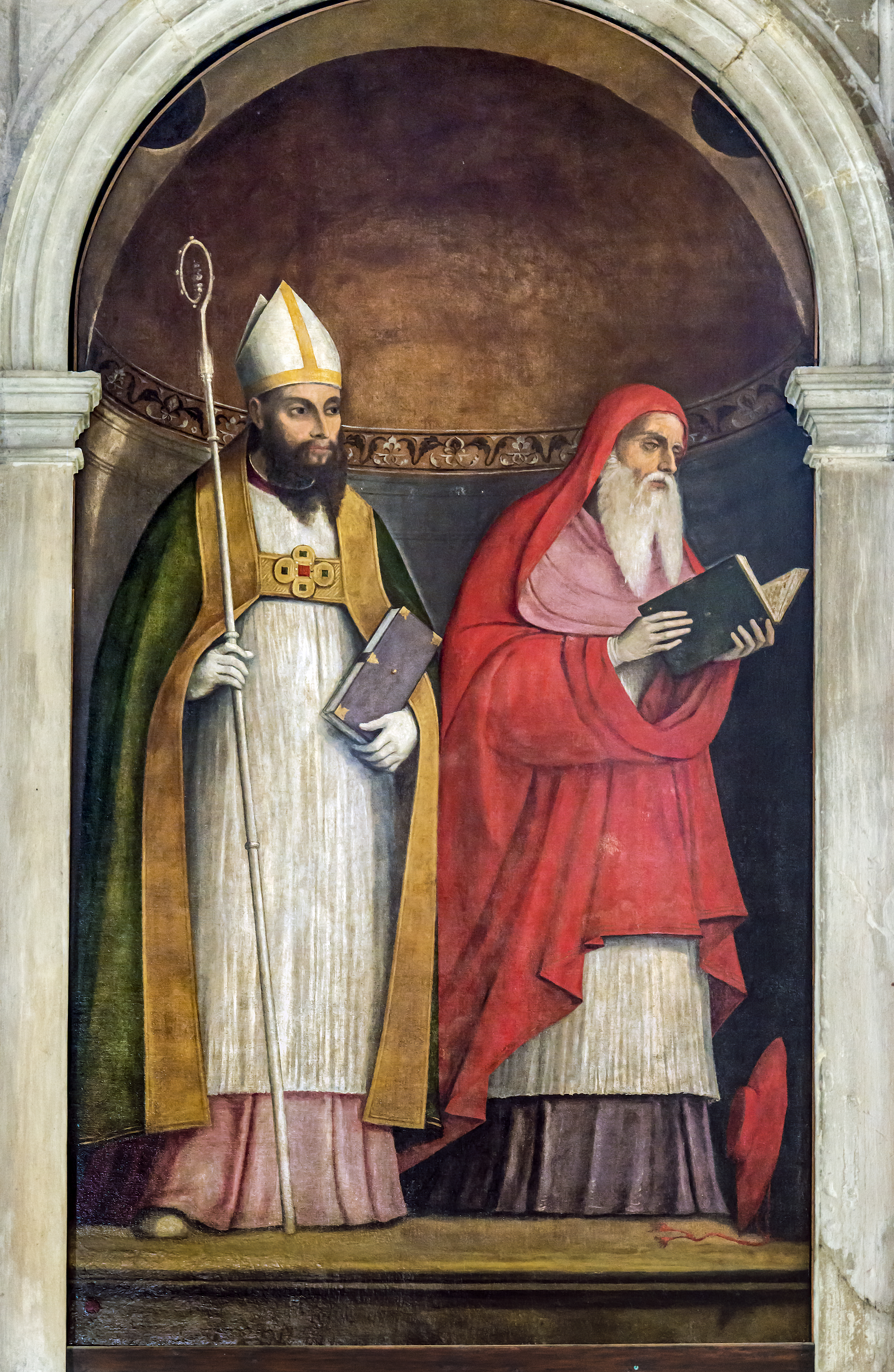
San Girolamo e Sant'Agostino 1510 Madonna dell'Orto
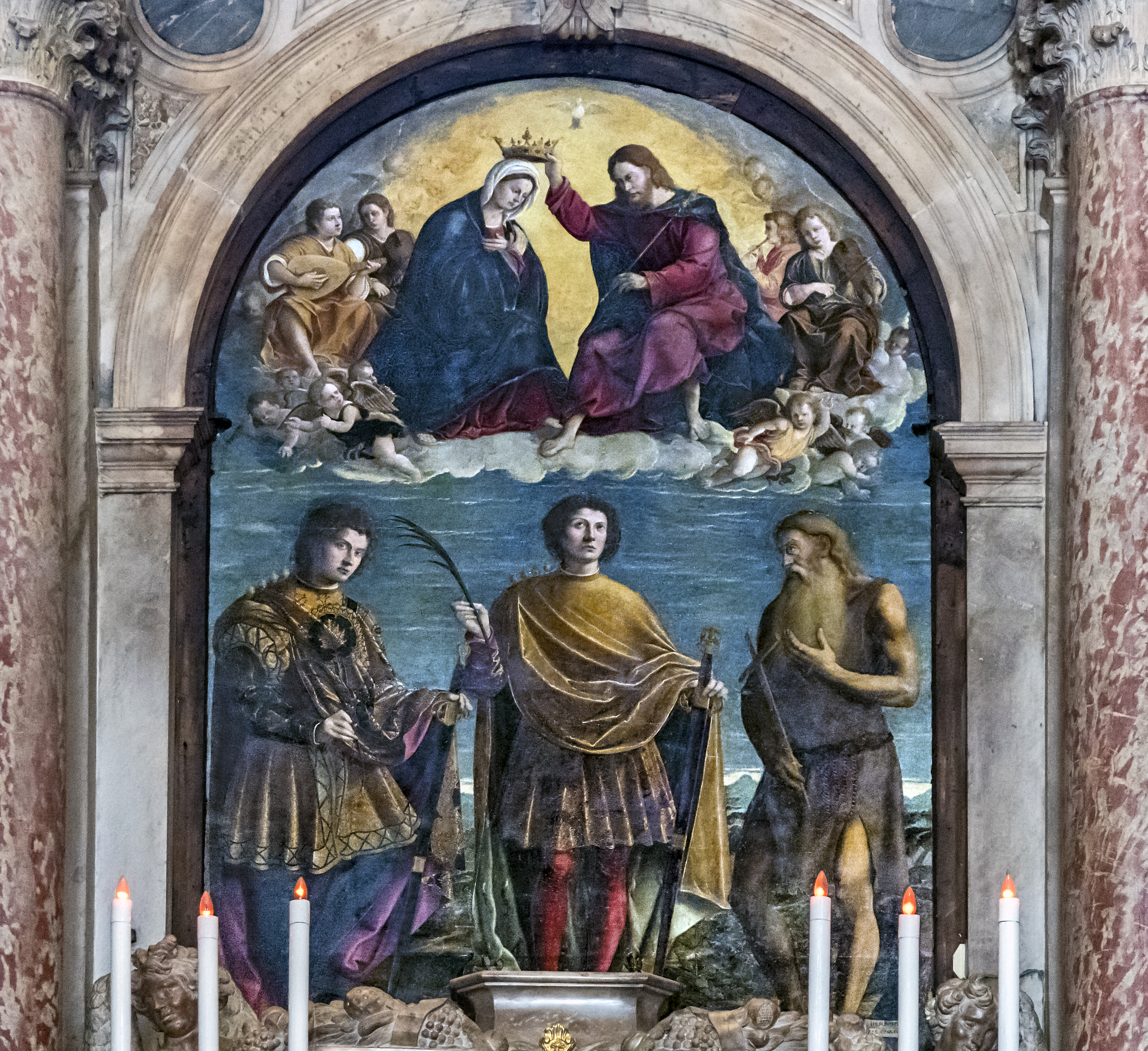
Incoronazione della Vergine Chiesa di San Zuliano
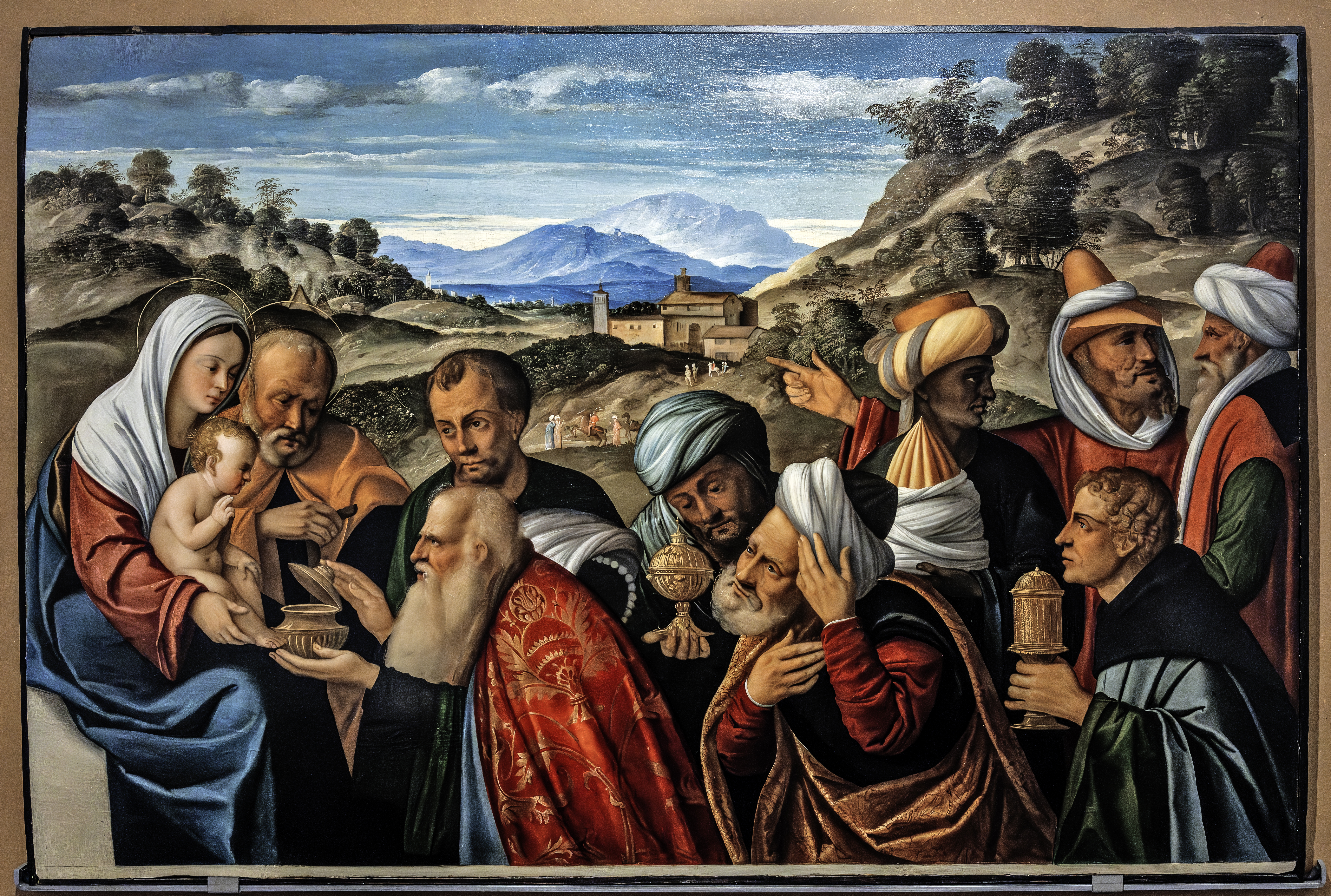
Adorazione dei Magi,  Museo Civico Santa Caterina Treviso